# 樂一通反斗特攻隊
《樂一通反斗特攻隊》（英語：Looney Tunes: Back in Action）是由華納兄弟於2003年推出，是一套混合真人動畫演出的喜劇電影，由喬·丹堤執導，拉里·杜爾尼編劇。情節遵循 樂一通角色太菲鴨和兔巴哥（均由喬·阿拉斯基配音），因為他們幫助有抱負著膽大妄為的戴米恩·『狄傑』·德瑞克（布蘭登·費雪飾）和華納兄弟副總裁凱特·修頓（詹娜·埃爾夫曼飾）找到了“藍猴”鑽石，以防止邪惡企業ACEM公司的董事長（史提夫·馬丁飾）用它把人類變成猴子來製造他的產品；該集團還試圖營救被主席先生抓獲的演員兼間諜狄傑的父親（提摩西·達頓飾）。該動畫由艾瑞克·戈德堡執導。它是在1996年《怪物奇兵》成功之後製作的，它最初是作為續集開發，名為《怪物奇兵2:間諜特攻隊》（原文:Spy Jam）。
這部電影由華納兄弟影業公司於2003年11月14日在美國上映。該片被視為票房炸彈，全球票房收入為6850萬美元，而預算為8000萬美元。儘管如此，它還是獲得了比《怪物奇兵》更積極的評價。這是作曲家傑瑞·高史密斯的最後一部電影，他在電影上映後不到一年就去世了。這也是華納兄弟動畫長片製作的最後一部電影。

## 劇情介紹
長久以來，在華納的卡通巨星中，每次都是兔巴哥主演，太菲鴨當配角，打從一開始，太菲鴨永遠都是被人拳打腳踢的受害者，而兔巴哥總是佔足了便宜與掌聲，這點讓太菲心裡很不是滋味。
這一天，太菲鴨終於受不了了，他要求有自己演出的影片，他再也不要跟兔巴哥搭配了，結果竟然換得了新任喜劇副總裁凱特·修頓將他解僱，她命令警衛戴米恩·『狄傑』·德瑞克將太菲鴨趕出片場，卻在太菲鴨的一陣大鬧下，把片場幾乎全毀，於是一個人一隻鴨在同一天遭到解僱。
狄傑原本充當布蘭豋·費雪的替身，但是因為布蘭登最近沒有動作片，於是他只好當警衛混口飯吃，卻想不到因為太菲鴨的一場胡鬧而丟了工作，沒地方去的狄傑只好回到父親的住處，他的父親戴米恩·德瑞克是知名的007系列電影的主角，在現實的生活中也是一名如假包換的特務，他們發現ACEM公司的董事長在飾尋找一顆可具有某種魔力的藍猴鑽石，只要得到它，就可以統治全世界。
戴米恩在阻撓巔峰企業的過程中遭到綁架，為了解救父親，為了保衛這個世界，狄傑決定搶在ACEM公司之前找到鑽石，聽到這樣刺激的冒險故事，愛搗蛋的太菲鴨當然不能錯過這個可以比兔巴哥更出風頭的機會，於是狄傑決定前往拉斯維加斯，解開父親留下來的線索，至於太菲鴨牠......硬要跟，狄傑想甩也甩不掉。
另一方面，少了太菲鴨的兔巴哥，推不出好的新作品，於是華納的高層決定，要讓當初將牠解僱的凱特親自找回太菲鴨來，否則她的飯碗也將不保。
四位主角會合之後，一齊踏上了遍及各地的冒險之旅，包括拉斯維加斯、巴黎、羅浮宮和非洲的叢林，遇上了崔弟、老婆婆、歪心狼、火星人瑪文、暴燥山姆、愛發先生、大嘴怪、臭美公子、來亨雞，還有一缸子的樂一通卡通人物，發生了一連串的爆笑插曲，狄傑一方面對付ACEM公司派來的幾個暴徒，還得要想辦法解開父親留下來的神祕線索，才能找到傳說中的藍猴鑽石。

## 演員表
- 布蘭登·費雪......飾演小戴米恩·『狄傑』·德瑞克（Damian "D. J." Drake, Jr.）
- 詹娜·埃爾夫曼......飾演凱特·修頓（Kate Houghton）
- 提摩西·達頓......飾演狄傑的父親戴米恩·德瑞克（Damian Drake）
- 史提夫·馬丁......飾演邪惡企業ACEM公司的董事長先生（Mr. Chairman）
- 海瑟・洛克萊（英语：Heather Locklear）......飾演戴米恩的前搭檔塔莉（Dusty Tails）
- 比爾·戈柏......飾演董事長先生的手下鮑勃·史密斯（Bob Smith）
- 瓊安·庫薩克......飾演狄傑的母親
- 唐·斯坦頓（Don Stanton）......飾演華納先生（Mr. Warner）
- 丹·斯坦頓（Dan Stanton）......飾演華納先生的弟弟（Mr. Warner's brother）
- 馬修·里沃德......飾演他自己（客串）
- 傑夫·戈登（英语：Jeff Gordon）......飾演他自己（客串）
- 凱文·麥卡錫......飾演米爾斯·本耐爾醫生（Dr. Miles Bennell，客串）
- 麥可·喬丹......飾演他自己（該客串片段為《怪物奇兵》的備份檔案）
- 馬克·勞倫斯......飾演ACEM公司的董事會成員之一，顯而易見
- 朗·帕爾曼......飾演ACEM公司的董事會成員之一，總是學不會
- 羅伯特·皮卡多......飾演ACEM公司的董事會成員之一，反問問題

### 動畫角色配音表
- 喬·阿拉斯基......配音兔巴哥、太菲鴨、傻大貓（英语：Sylvester），禿鷹貝奇（英语：Beaky Buzzard）和熊媽媽（英语：The Three Bears (Looney Tunes)）（Mama Bear）[2]
- 傑夫·貝內特（英语：Jeff Bennett）......配音來亨雞（英语：Foghorn Leghorn），暴燥山姆（英语：Yosemite Sam）和兇面惡煞的卡納斯塔（Nasty Canasta）[2]
- 比利·韋斯特（英语：Billy West as）......配音愛發先生（英语：Elmer Fudd）和彼得·羅[2]
- 艾瑞克·戈德堡（英语：Eric Goldberg）......配音火星人瑪文（英语：Marvin the Martian），飛飛鼠和崔弟[2]
- 布魯斯·蘭諾爾（英语：Bruce Lanoil）......配音臭美公子（英语：Pepé Le Pew）[2]
- 瓊·福雷......配音老婆婆（英语：Granny (Looney Tunes)）[2]
- 鮑伯·伯根（英语：Bob Bergen）......配音豬小弟[2]
- 布蘭登·費雪......配音大嘴怪和女生版大嘴怪[2]
- 凱西·凱瑟（英语：Casey Kasem）......配音薛吉·羅傑斯（英语：Shaggy Rogers）[2]
- 法蘭克·維爾克......配音叔比狗[2]
- 丹尼·錢伯斯（Danny Chambers）......配音棉尾史密斯（Cottontail Smith）[2]
- 史坦·弗雷柏格（英语：Stan Freberg）......配音小熊（Junior Bear）[2]
- 威爾·萊恩（英语：Will Ryan）......配音熊爸爸（Papa Bear）[2]
- 丹尼·曼恩（Danny Mann）......配音機器狗（Robo Dog）和間諜車（Spy Car）[2]
- 保羅·朱利安（英语：Paul Julian）......配音嗶嗶鳥（存檔錄音，未掛名）
- 比爾·羅伯茨（Bill Roberts）......配音密西根蛙（英语：Michigan J. Frog）（存檔錄音，未掛名）

## 製作
《樂一通反斗特攻隊》最初是作為《怪物奇兵》的續集作品而開發的。隨著開發的開始，這部電影的情節將涉及《樂一通》和一個名為「Berserk-O!」的新外星惡棍之間的新籃球比賽。藝術家鮑勃·坎普的任務是設計「 Berserk-O! 」和他的心腹。喬·皮特卡將回歸到導演崗位上，史派克・布蘭特和東尼・塞爾沃簽約擔任動畫總監。然而，麥可·喬丹不同意出演續集。根據坎普的說法，製片人向工作室撒謊，聲稱喬丹已經簽約以繼續開發。沒有喬丹參與該項目，華納兄弟就不感興趣，並取消了《怪物奇兵2》續集的計劃。
這部電影隨後以《怪物奇兵2:間諜特攻隊》（Spy Jam）的形式重新進入開發階段，並由成龍主演。華納兄弟還計劃拍攝一部名為“Race Jam”的電影，該電影將由賽車手傑夫·戈登主演。這兩個項目最終都被取消了。華納兄弟最終請喬·丹特執導《反斗特攻隊》。在1990年代初期，丹特想與HBO合作製作一部傳記喜劇，名為《白蟻露台》（Termite Terrace）。它主要圍繞1930年代華納兄弟公司的導演電影製作人和漫畫家查克·瓊斯的早年發展。在這個項目中，丹特回憶說：“這是一個搞笑的故事，非常好，只是華納兄弟說，‘快看，這是一個古老的故事。裡面有時代的東西。我們不想要那樣。我們想重新塑造我們的角色，我們想做《怪物奇兵》’”（原文：It was a hilarious story and it was very good except that Warner Bros. said, 'Look, it's an old story. It's got period stuff in it. We don't want that. We want to rebrand our characters and we want to do Space Jam）
丹特同意執導《反斗特攻隊》作為對瓊斯的致敬。據報導，他和編劇拉里·杜爾尼據說希望這部電影成為《反·怪物奇兵》，因為丹特不喜歡這部電影如何代表《樂一通》品牌和個性。  丹特說，“我正在為他們製作一部電影，裡面有這些角色（指《樂一通反斗特攻隊》），但他們不想知道這些角色。他們沒有不想知道為什麼兔巴哥不應該玩嘻哈。這是一種非常嚴峻的體驗。”華納兄弟公司聘請了華特迪士尼動畫工作室的艾瑞克·戈德堡，最著名的是他在《阿拉丁》中的精靈的快節奏動作，這讓華納兄弟公司的動畫有了靈感。
在這部電影中，丹特說：“這是一場惡作劇。沒有特別強烈的故事，它只是從一個噱頭到另一個噱頭，再到另一個地點。這不是一個特別引人注目的敘事，但是，當然，這不是電影的魅力所在。電影應該撒謊。” 關於拍攝的主題，丹特說，“（我們）會為每個場景拍攝三遍。首先我們會用替身進行排練——我們稱之為‘鬱悶’。然後，我們會在沒有任何東西的情況下拍攝場景在裡面；接著，我們會在鏡頭中用這個鏡子球再次拍攝場景，向電腦顯示光源的位置。之後動畫師會開始工作並將角色放入框架中。” 根據丹特的說法，當製片廠高管厭倦了電影的笑話並希望改變它們時，出現了“問題”。因此，工作室請來了25位惡作劇作家，試圖寫出足夠短以適合動畫角色口中的笑話。儘管如此，這部電影只有一位作家。
儘管導演是公認的原創動畫片迷，丹特說他在這個項目上沒有創作自由，並稱之為“我生命中最長的一年半”。丹特覺得他和戈德堡成功地保留了角色的原始個性。然而，影片的開頭、中間和結尾都與丹特的設想不同。

## 原聲帶
這部電影是作曲家傑瑞·高史密斯配樂的最後一部電影。由於高史密斯的健康狀況不佳，這部電影的最後一卷實際上是由約翰·德布尼配樂的，儘管戈德史密斯是營銷材料中唯一被認可的作曲家，而瓦雷茲·薩拉班德原聲專輯僅包含高史密斯的音樂（儘管第一個和最後一個線索是對作品的改編在華納兄弟卡通片中聽到）。德布尼在片尾曲中獲得了“附加音樂獎”（Additional Music）的榮譽，在原聲專輯中獲得了“特別感謝獎”（Special Thanks）。高史密斯於2004年7月去世，也就是影片上映八個月後。
1. Life Story (What's Up, Doc?) – 卡爾·薩達林（英语：Carl Stalling）作曲 (:18)
2. What's Up? (1:24)
3. Another Take (:48)
4. Dead Duck Walking (3:13)
5. Out of the Bag (3:42)
6. Blue Monkey (:54)
7. In Style (1:09)
8. The Bad Guys (2:57)
9. Car Trouble (3:45)
10. Thin Air (1:24) （聽到了眾所周知的Powerhouse（英语：Powerhouse (instrumental)）主題的版本）
11. Area 52 (1:27)
12. Hot Pursuit (2:26)
13. We've Got Company (1:50)
14. I'll Take That (1:19)
15. Paris Street (1:21)
16. Free Fall (1:15)
17. Tasmanian Devil (1:10)
18. Jungle Scene (1:40)
19. Pressed Duck (3:22)
20. Re-Assembled (:50)
21. The Merry-Go-Round Broke Down（英语：The Merry-Go-Round Broke Down）（克里夫·弗倫德（英语：Cliff Friend）和戴夫·富蘭克林（英语：Dave Franklin）共同作曲）(:16)

## 反應

### 廣告商機
《樂一通反斗特攻隊》於2003年11月14日發行，原計劃於當年夏天早些時候上映。這部電影的全球票房收入為6,850萬美元，而預算為8,000萬美元。
華納兄弟希望隨著《反斗特攻隊》的成功，重新振興樂一通媒體和產品的特許經營權。 新動畫短片和一部太空英雄鴨電視劇被委託與《反斗特攻隊》合作。然而，由於電影的財務失敗，樂一通的特許經營權主要在電視上保留了近二十年。華納兄弟在《怪物奇兵 全新世代》（將於2021年7月上映）之前不會製作另一部樂一通劇場版電影。

### 評價
在網路社交評論爛番茄上，根據138條評論，這部電影的支持率為56%，平均評分為6/10。該網站的評論家一致認為：“與經典的《樂一通》卡通片相比，情節是荒謬的、過度活躍的混亂，而且噱頭相對缺乏靈感。”在Metacritic中，基於32位評論家，這部電影的加權平均得分為64分（滿分100分），表明“總體好評”由影院評分進行民意調查的觀眾在 A+ 到 F 的範圍內給這部電影的平均評分為“B+”。
芝加哥太陽時報影評人羅傑·埃伯特和理查·洛普為電影“豎起大拇指”；洛普稱其為“歡快的、自我指涉的嬉戲，將動畫與真人相結合，不斷尋求愚蠢的笑聲”，而埃伯特稱其為“愚蠢的樂趣”。
這部電影還獲得了土星獎最佳動畫電影、安妮獎最佳動畫長片和衛星獎最佳動畫或混合媒體長片的提名。

## 發行
華納兄弟家庭娛樂於2004年3月2日在VHS和DVD上發行了《樂一通反斗特攻隊》。這部電影在DVD上以單獨的寬螢幕重新發行和全屏版本於2010年9月7日發布。它還於2014年12月2日在Blu-ray上發布並帶有額外功能。 2016年6月7日發行了雙DVD和Blu-ray版本，與《怪物奇兵》配對。

## 電動遊戲
這部電影有一個由 Warthog Games 開發並由Electronic Arts為PlayStation 2、任天堂GameCube和Game Boy Advance發行的同名平台遊戲。Xbox和Microsoft Windows版是原本計劃的開發對象，但由於電影的財務失敗而被取消。

## 外部連結
- Looney Tunes: Back in Action 官方網站
- 互联网电影数据库（IMDb）上《樂一通反斗特攻隊》的资料（英文）